# 豹斑毛鼻鯰
豹斑毛鼻鯰，為輻鰭魚綱鯰形目毛鼻鯰科的其中一種，為熱帶淡水魚，分布於南美洲巴西東南部淡水流域，體長可達7公分，棲息在岩石底質、水流快速的溪流底層水域，生活習性不明。

## 扩展阅读
維基物種上的相關：豹斑毛鼻鯰